# Ivana Iljić
Ivana Iljić (* 1. Januar 1976) ist eine kroatische Fußballspielerin.
Iljić debütierte am 10. November 1993 in einem Woman EM-Qualifikationsspiel gegen die Schweiz. Die Kroatinnen siegten 2:1. Die restlichen vier Spiele verloren sie. Stationen auf Vereinsebene ist bisher nichts bekannt.